# Ilgar Mamiedow
Ilgar Jaszarowicz Mamiedow (ros. Ильгар Яшарович Мамедов, az. İlqar Yaşar oğlu Məmmədov; ur. 15 listopada 1965 w Baku) – rosyjski szermierz reprezentujący także ZSRR, florecista, dwukrotny medalista igrzysk olimpijskich i mistrzostw świata.
Na igrzyskach olimpijskich w Seulu w 1988 roku reprezentacja ZSRR w składzie: Aleksandr Romankow, Wladimer Apciauri, Anwar Ibragimow, Ilgar Mamiedow i Boris Koriecki zdobyła złoty medal w turnieju drużynowym. Indywidualnie zajął dziesiąte miejsce. Na rozgrywanych cztery lata później igrzyskach olimpijskich w Barcelonie zajął drużynowo piąte miejsce. Kolejny medal zdobył podczas igrzysk olimpijskich w Atlancie w 1996 roku, razem z Władisławem Pawłowiczem i Dmitrijem Szewczenko ponownie zwyciężając w zawodach drużynowych. W rywalizacji indywidualnej zajął tym razem 35. miejsce. Brał również udział w igrzyskach olimpijskich w Sydney w 2000 roku, zajmując8. miejsce w turnieju drużynowymi 21. w indywidualnym.
Podczas mistrzostw świata w Denver w 1989 roku wspólnie z Aleksandrem Romankowem, Dmitrijem Szewczenko, Serhijem Hołubyckim i Borisem Korieckim zdobył złoty medal w zawodach drużynowych. W tej samej konkurencji, już w barwach Rosji, zdobył srebrny medal podczas mistrzostw świata w Hadze w 1995 roku. Startował tam z Ibragimowem, Szewczenko i Pawłowiczem.
Jego żona, Jelena Żemajewa także uprawiała szermierkę.